# The Ideal Copy
The Ideal Copy je čtvrté studiové album anglické rockové skupiny Wire, vydané v dubnu roku 1987. Skupina se v roce 1980 rozpadla a obnovena byla až po pěti letech. Předchozí album 154 vyšlo ještě před rozpadem, v roce 1979. Album The Ideal Copy bylo nahráno v berlínském studiu Hansa Tonstudio a jeho producentem byl Gareth Jones.

## Seznam skladeb
Autory všech skladeb jsou členové skupiny Wire.
| Pořadí | Název             | Délka |
| ------ | ----------------- | ----- |
| 1.     | Point of Collapse | 3:18  |
| 2.     | Ahead             | 4:53  |
| 3.     | Madman's Honey    | 4:23  |
| 4.     | Feed Me           | 5:50  |
| 5.     | Ambitious         | 4:00  |
| 6.     | Cheeking Tongues  | 2:02  |
| 7.     | Still Shows       | 4:00  |
| 8.     | Over Theirs       | 5:18  |

## Obsazení
- Colin Newman – kytara, zpěv
- Bruce Gilbert – kytara
- Graham Lewis – baskytara, zpěv
- Robert Gotobed – bicí